# Saison 1 des Mystères de l'amour
Chronologie
Saison 2
La première saison des Mystères de l'amour, série télévisée française créée par Jean-François Porry, est diffusée sur la chaîne TMC du 12 février 2011 au 7 mai 2011.

## Synopsis de la saison
Les années ont passé depuis l'époque de la cafét' et du garage. Nicolas est devenu photographe. Vivant dans une péniche amarrée au bord de la Seine, il a une relation avec Ingrid, gérante d'un bar à hôtesse. Bénédicte et José ont pris la gérance d'un restaurant sur l'île de la Jatte. Après le départ de Johanna pour le Texas, Christian a rejoint ses amis de toujours. Il poursuit son rêve de devenir une star de la musique, soutenu par Angèle, sa jeune fiancée. Olga est devenue la meilleure amie de Bénédicte. Quant à Jeanne, tous la croient morte dans un terrible accident d'avion. Et seul Nicolas sait ce qu'est devenue Hélène… Expériences professionnelles, rencontres, séparations, intrigues policières : la vie de cette inséparable bande de copains s'avère riche en péripéties.

## Distribution

### Acteurs principaux (dans l'ordre d'apparition au générique)
- Isabelle Bouysse : Jeanne Garnier
- Patrick Puydebat : Nicolas Vernier
- Laure Guibert : Bénédicte Breton
- Philippe Vasseur : José Da Silva
- Coralie Caulier : Angèle Dumont
- Sébastien Roch : Christian Roquier
- Macha Polikarpova : Olga Mirchtein (épisodes 1 à 4 et 21 à 26)
- Lakshan Abenayake  : Rudy Kouma
- Carole Dechantre : Ingrid Soustal
- Tom Schacht : Jimmy Werner (A partir de l'épisode 5)
- Laly Meignan : Laly Polleï (A partir de l'épisode 9)
- Rochelle Redfield : Johanna McCormick (épisodes 14 à 18)
- Hélène Rollès : Hélène Girard (A partir de l'épisode 14)

### Acteurs récurrents
- Yannick Debain : Philippe Daubigné
- Laura Genovino : Léa Werner
- Lucile Marquis : Chrystale Cardonni
- Ève Peyrieux : Ève Watson
- Donat Guibert: Mathieu Vinclert
- Antoine Berry Roger : Franck
- Marine Le Gouvello du Timat : Marine
- Sacha Milo : Pierre Barnier
- Olivier Bénard : Ricardo
- Karine Dupray : Marion
- Augustin Aube : Julien
- Arthur Molinier : Rodolphe

## Liste des épisodes
1. L'impossible retour, première partie
2. L'impossible retour, seconde partie
3. Délivrance
4. Dérives
5. Stratagèmes
6. Mensonges
7. Ultimatum
8. Sacrifice
9. Danger immédiat
10. Blessures
11. Pièges
12. Souvenirs
13. L'appât
14. Retours imprévus
15. Confessions
16. Disparition subite
17. Obsession fatale
18. Séquestration
19. In extremis
20. Nouveau départ
21. Troublante investigation
22. Machination
23. Au pied du mur
24. L'échange
25. Retrouvailles
26. Ultimes révélations